# Рашево-Влосцянське
Рашево-Влосцянське (пол. Raszewo Włościańskie) — село в Польщі, у гміні Червінськ-над-Віслою Плонського повіту Мазовецького воєводства.
Населення — 192 особи (2011).
У 1975-1998 роках село належало до Плоцького воєводства.

## Демографія
Демографічна структура станом на 31 березня 2011 року:
|          | Загалом | Допрацездатний вік | Працездатний вік | Постпрацездатний вік |
| -------- | ------- | ------------------ | ---------------- | -------------------- |
| Чоловіки | 101     | 25                 | 67               | 9                    |
| Жінки    | 91      | 10                 | 49               | 32                   |
| Разом    | 192     | 35                 | 116              | 41                   |